# 耶穌會教堂 (曼海姆)
49°29′10″N 8°27′40″E / 49.486°N 8.461°E
耶穌會教堂（德語：Jesuitenkirche） 是位於德國城市曼海姆的一座教堂。

## 历史
教堂修建於1733年至1756年期間。1906年曼海姆建城300年之際，教堂進行了大規模整修。二戰期間教堂遭到空襲。戰後教堂按原樣重建。

## 外部連結
- Parish Homepage (German)
- Information on the Church Music (German) （页面存档备份，存于）
- Jesuits in Mannheim (Forum A4) (German)
- 20in% 20Mannheim/09% 20Jesuitenkirche/index_de.xdoc Information on the City of Mannheim[永久]
- History of Jesuit Colleges (German)[永久]